# 普拉底乡
普拉底乡，是中华人民共和国云南省怒江傈僳族自治州贡山独龙族怒族自治县下辖的一个乡镇级行政单位。

## 行政区划
普拉底乡下辖以下地区：
力透底村、腊咱村、禾波村、补久娃村、咪谷村和其达村。